# Сахара
Сахара (арап. الصحراء الكبرى, aṣ-ṣaḥrāʼ al-kubrá — „велика пустиња”) највећа је врућа пустиња и трећа највећа пустиња на свету после Антарктика и Арктика. Обухвата површину од 9.200.000 km2 (3.600.000 sq mi) и може се поредити са површином целе Кине или Америке.
Сахара обухвата већину северне Африке, изузев плодне регије на обали Средоземног мора, Атласких планина Магреба и долине Нила у Египту и Судану. Она се протеже од Црвеног мора на истоку и Медитерана на северу до Атлантског океана на западу, где се пејзаж постепено мења из пустиње на приобалне равнице. На југу је ограничена Сахелом, појасом полупустињске тропске саване око долине реке Нигер и регије Судан у подсахарској Африци.
Сахара се може поделити на неколико регија, укључујући: западну Сахару, централне ахагарске планине, планине Тибести, аирске планине, пустињу Тенере и Либијску пустињу.
Клима Сахаре није одувек била аридна. У прошлости се на основу пронађених фосила закључује да је овде владала изузетно влажна клима и вегетација је била бујна. Крајем последњег леденог доба, пре око 8.000 година, у пустињи су кише биле честе, данас је она једно од најсушнијих предела на свету. Просечне падавине у Сахари су мање од 20 mm годишње. Дневно колебање температуре ваздуха износи око 35 °C, док су сезонска колебања чак 56,5 °C. Температура песка у пустињи достиже 81 °C. Највиша температура на Земљи измерена је у оази Азизи, у Либијској пустињи и износила је 57,8 °C. У Сахари дувају снажни ветрови који формирају пешчане олује. Карактеристични локални ветрови су гибли, самум и сарат у Алжиру и Тунису, хамсин у Египту и шергуј у Мароку. У Сахари је пао снег јануара 2012. године, први после 1978. године.
Назив „сахара” је настала од дијалектичне арапске речи за пустињу – ṣaḥra (صحرا).

## Географија
Сахара покрива велике делове Алжира, Чада, Египта, Либије, Малога, Мауританије, Нигера, Западне Сахаре, Судана и Туниса. Она покрива 9.000.000 km2 (3.500.000 sq mi), односно 31% целе Африке. Ако би биле обухваћене све површине са годишњим падавинама мањим од 250 мм, Сахара би обухватала 11.000.000 km2 (4.200.000 sq mi). То је једна од три изразите физиографске покрајине Афричке масивне физиографске поделе.
Сахара је углавном каменита пустиња (хамада, камена висораван), песковите пустиње (пешчана мора – велике површине покривене печаним динама) формирају само мањи део, али многе од пешчаних дина су више од 180 m (590 ft). Ветар или ретке кише обликују пустињске карактеристике: пешчане дине, поља дина, пешчана мора, камене висоравни, равнице шљунка (reg), суве долине (wadi), сува језера (oued) и слане површине (shatt или chott). Неуобичајене облике земљишта укључују структуру Ричата у Мауританији.

### Планине
На северозападу Африке, у Алжиру и Мароку, уздижу се планине Атлас, које представљају баријеру између медитеранске и аридне климе. Највиши врх је Тубкал – 4.165 метара. У унутрашњости Сахаре уздижу се две острвске планине, Ахагар у Алжиру (највиши врх Тахат – 3.005 метара) и Тибести у Чаду (Еми Куси – 3.415 метара). Обе планине су вулканског порекла.

### Рељеф
Сахара је највећа пустиња на свету, са површином од око 9 милиона km². Око 1,2 милиона km² је песковита, док је остатак каменит и шљунковит. У Африци се песковите пустиње називају ергови, камените су хамаде, а шљунковите, којих има у плитким депресијама у Либији, познате су под именом — серири.

#### Ерозивни облици
У алжирском делу Сахаре у хамадама се јављају стеновити остењаци, формирани деловањем песка ношеног ветром. Ови облици се у Алжиру називају – „гур“. Бројне су и суве речне долине – уади, остаци некадашњих река, којима само након изненадних пљускова потече вода. У деловима пустиње где је ветар појачаног интензитета, а подлога слабије везана јављају се тзв. „издувне (дефлационе) котлине“. Једна од највећих на свету налази се југоисточно од планине Тибести и захвата површину од око 90.000 km².

#### Акумулативни облици
На местима где је изданска вода у близини површине долази до формирања сланих језера у депресијама. Она су бројна и нестална, има их око 1.000 широм Алжира и Туниса. Називају се шотови, а најпознатији такви су Шот Џерид и Шот-еш-Шерги. Најкарактеристичнији облици су, свакако, дине које достижу значајне димензије (до 180 метара) и бархани (српасте дине), којих највише има у Либијској пустињи. Достижу висине око 30-40 метара. Посебан облик дине – сиф, карактеристичан је за Сахару, настаје деловањем ветра променљивог правца и брзине кретања.

### Хидрографија
Највећа и једина права река у Сахари је Нил. Протиче кроз Судан и Египат и улива се у Средоземно море, правећи велику делту. Подземне издан и формирају оазе, које су окружене бујним растињем. Такве су Бахарија, Дакла и Сива у Египту, затим Куфра у Либији, Тидикепт и Гурара у Алжиру. Бројна су и повремена слана језера – шотови, којих има највише у Алжиру и Тунису. Најпознатији су Шот Џерид, Шот-еш-Шерги и Шот ел Ходна. У коритима некадашњих река – уадима местимично се након изненадних пљускова јављају повремени токови.

### Флора и фауна
У приобалним подручјима Сахаре, на обалама Медитерана и Атлантика, јавља се жбунолико растиње, гариг и макија. У његовом залеђу су области прекривене сукулентним биљкама и лишајевима. У подгоринама планина Ахагар и Тибести јављају се палме и сродне врсте, док се у повремено влажним и сланим подручјима око шотова формирају халофитне биљке. У самом средишту пустиње нема никакве вегетације услед врло неповољних услова за развој живота.
Упркос негостољубивости простора, Сахара је дом за бројне животињске врсте прилагођене пустињском начину живота. Бројне су једногрбе камиле, затим козе и шкорпиони. У Сахари живе три врсте пустињских лисица и мали сисари, налик глодарима, познати као дамани. Камените просторе настањује неколико врста отровних змија. Карактеристичне су и адакс антилопе, затим афрички дивљи пси и гепарди. Овде живе и газеле, а некада веома бројна врста – нојеви, данас се ретко виђа у Сахари.

## Клима
Сахара је највећа ниско-латитудна топла пустиња на свету. Ова област је лоцирана на коњским латитудама под суптропским гребеном, знатним појасом семи-перманентног суптропског топлог језгра високог притиска, где ваздух из горњих нивоа тропосфере има тенденцију потањања ка површини. Ово стално спуштање ваздушног протока узрокује ефекте загревања и исушивања у горњој тропосфери. Потањајући ваздух спречава подизање испарене воде, и стога спречава адијабатско хлађење, што чини формирање облака екстремно тешким до скоро немогућег.
Перманентно разлагање облака омогућава неометан приступ светлосном и топлотном зрачењу. Стабилност атмосфере изнад пустиње спречава било какво конвективно мешање, што чини кишу виртуално непостојећом. Последица тога је да је време сунчано, суво и стабилно са минималним ризиком од појаве кише. Слегајуће, дивергентне, суве ваздушне масе повезане са суптропским системима високог притиска су екстремно неповољне за развој конвенционалних киша. Суптропски гребен је преовлађујући фактор којим се објашњава топла пустињска клима (Кепенова класификација климата BWh) овог огромног региона. Спуштање ваздуха је најизраженије и најефективније на источном делу Велике пустиње, у Либијској пустињи која је најсунчаније, најсувље и скоро потпуно „бескишно” место на планети, чак и у односу на Атакама пустињу, која се простире у Чилеу и Перуу.
Инхибиција падавина и расипање облака су најизраженије на источном делу Сахаре, а у нешто мањој мери на западу. Превалентна ваздушна маса која лежи над Сахаром је континентално тропска (cT) ваздушна маса, која је топла и сува. Топле, суве ваздушне масе првенствено се формирају над северно-афричком пустињом услед загревања огромне континенталне копнене површине, и то утиче на целокупну пустињу током највећег дела године. Због овог процеса екстремног загревања, термално снижена подручја се обично запажају у близини површине, а најјача и најразвијенија су током лета. Области високе температуре представљају источну континенталну екстензију Азорског антициклона, центрираног над северним Атлантским океаном.
Ефекти локалних површинских ниских притисака су изузетно ограничени јер слегање горњих слојева и даље наставља да блокира било какву форму подизања ваздуха. Исто тако, осим што је заштићена од кишних временских система самом атмосферским циркулацијом, пустиња је постала још сувља услед своје географске конфигурације и локације. Екстремна аридност Сахаре не може се објаснити само суптропским високим притиском. Атлас планине, смештене у Алжиру, Мароку и Тунису такође доприносе сувоћи северног дела пустиње. Ови велики планински венци делују као баријера која узрокује јак ефекат кишне сенке на заветринској страни задржавањем велике количине влажности изазване атмосферским поремећајима дуж поларног фронта који утиче на околне медитеранске климе.
Примарни извор кише у Сахари је Интертропска зона конвергенције, континуирани појас система ниског притиска у близини екватора који доноси пролазну, кратку и ирегуларну кишну сезону у Сахел и јужну Сахару. Киша у овој гигантској пустињи мора да превазиђе физичке и атмосферске баријере које обично спречавају формирање падавина. Оштра клима Сахаре је карактерисана: изузетно ниским, непоузданим и веома нередовним падавинама; екстремно високим вредностима трајања сунчаних периода; високим температурама током целе године; незнатним стопама релативне влажности; знатним дневним температурним варијацијама; и екстремно високим нивоима потенцијалне евапорације који су највиши познати на свету.

### Температура
Небо је обично јасно изнад пустиње и трајање сунчевог светла је екстремно дуго било где у Сахари. Већи део пустиње има више од 3.600 h светлог сунца годишње или преко 82% времена, а широке области источног дела доживљавају преко 4.000 h јаког сунца годишње или преко 91% времена. Највише вредности су веома близу теоријским максималним вредностима. Вредности од 4.300 h или 98% времена су забележене у Горњем Египту (Асуан, Луксор) и у Нубијској пустињи (Вади Халфа). Годишњи просек директне соларне ирадијације је око 2.800 kWh/(m2 година) у Великој пустињи. Сахара има огроман потенцијал за продукцију соларне енергије.
Константно висока позиција сунца, екстремно ниска релативна влажност, и одсуство вегетације и кише чине ову велику пустињу најтоплијом континуираном области на свету, и најтоплијим местом на Земљи током лета на неким местима. Просечна висока температура премашује 38 до 40 °C током најтоплијег месеца скоро свуда у пустињи изузев веома високих надморских висина. Највиша званично забележена висока температура је 47 °C (116,6 °F) у удаљеном пустињском граду у Алжирској пустињи званом Боу Берноус на надморској висини од 378 m метара. То је светски рекорд за просечну високу температуру и једина ривална локација је Долина смрти у Калифорнији. Друге топле локације у Алжиру као што су Адрар, Тимимун, Ин Салах, Оален, Аулеф, Реган са елевацијом између 200 и 400 м изнад нивоа мора имају нешто ниже летње високе температуре од око 46 °C током најтоплијих месеци године. Салах, је добро познат у Алжиру по својим екстремним температурама, има просечну високу температуру од 43,8 °C, 46,4 °C, 45,5 °C и 41,9 °C у јуну, јулу, августу и септембру респективно. Постоје и топлија места у Сахари, али су она лоцирана у екстремно удаљеним областима, посебно у Азалају, у северном Малију. Главни део пустиње доживљава око три до пет месеци кад просечна висока температура стриктно превазилази 40 °C (104 °F). Јужни централни део пустиње доживљава шест до седам месеци током којих висока просечна температура стриктно премашује 40 °C (104 °F) што показује константност и дужину заиста топле сезоне у Сахари. Неки примери су: Билма, Нигер и Фаја-Ларжу, Чад. Годишња просечна дневна температура премашује 20 °C (68 °F) свуда и може да буде око 30 °C (86 °F) у најтоплијим регионима током целе године. Међутим, највећи део пустиње има просечну дневну температуру од преко 25 °C (77 °F).
Температуре песка и земљишта су чак још екстремније. Током дана, температура песка је изузетно висока, и може лако достићи 80 °C (176 °F) или више. Температура песка од 83,5 °C (182,3 °F) је забележена у Порт Судану. Температура земљишта од 72 °C (161,6 °F) је била забележена у Адрару Мауританије, а вредност од 75 °C (167 °F) је била измерена у Боркоу, у северном Чаду.
Услед одсуства покривача облака и веома ниске влажности, пустиња обично испољава високе дневне температурне варијације између дана и ноћи. Међутим, мит је да су ноћи хладне након екстремно топлих дана у Сахари. Просечни дневни опсег је типично између 13 и 20 °C. Најниже вредности су нађене дуж обалских региона услед високе влажности и често чак ниже од 10 °C (18 °F), док су највише вредности утврђене у острвским пустињским областима где је влажност најнижа, углавном у јужној Сахари. Зимске ноћи могу да буду хладне, и температура може да падне до тачке смрзавања, па и ниже, посебно у областима на високој надморској висини. Фреквенција зимских ноћи са температурама испод нуле у Сахари је под снажним утицајем Северно атлантске осцилације (NAO), са топлијим зимским температурама током негативних NAO догађаја и хладнијим зимама са више мраза кад је NAO позитиван. То овога долази због слабијег протока у смеру казаљки на сату око источне стране суптропског антициклона током негативних NAO зима, мада је сувише сув да би се произвело више од занемарљиве преципитације, он знатно редукује проток сувог, хладног ваздуха са виших латитуда Евроазије у Сахару.

## Друштвене одлике

### Историја
Најстаријим народима у Сахари сматрају се Бербери и Туарези, који ове просторе насељавају од њеног постанка. Пре 9.000-6.000 година пре нове ере у сливу реке Нил развила се цивилизација старих Египћана и Нубијаца, а око 1200. п. н. е. и Феничана. Пред почетак нове ере Сахаром су завладали Грци, Римљани и Картагињани. У VII веку у ове просторе продире ислам. До XIX века већину простора данашњег Египта, Либије и Судана држало је Османско царство, када отпочиње европска колонизација. Французи су заузели Алжир, Тунис, Мароко, Нигер, Мали и Чад. Шпанци су освојили Западну Сахару, а Италијани Либију. Велика Британија успоставила је своју власт на простору Египта и Судана. Први се за независност изборио Египат, 1922. године, а остале земље Сахаре у периоду 1951—1975. године.

### Становништво
Због лоших климатских услова у Сахари нема великих насеља. Све укупно у пустињи живи око два милиона људи, претежно по оазама или у њиховој близини. Највише је Бербера, Туарега, Копта и Бедуина. Највећи градови свих држава сахарске подобласти су распоређени по обалама Средоземља и Атлантика.

## Слике
- Сахарски крајолик (Тунис)
- Залазак Сунца у Сахари (Тунис)